# Sverre Hassel
Sverre Helge Hassel (1876, Oslo, Noruega - 1928) foi um explorador polar norueguês. Foi um dos cinco homens que alcançou o Pólo Sul em 14 de dezembro de 1911, fazendo parte da expedição polar de Roald Amundsen.

## Biografia

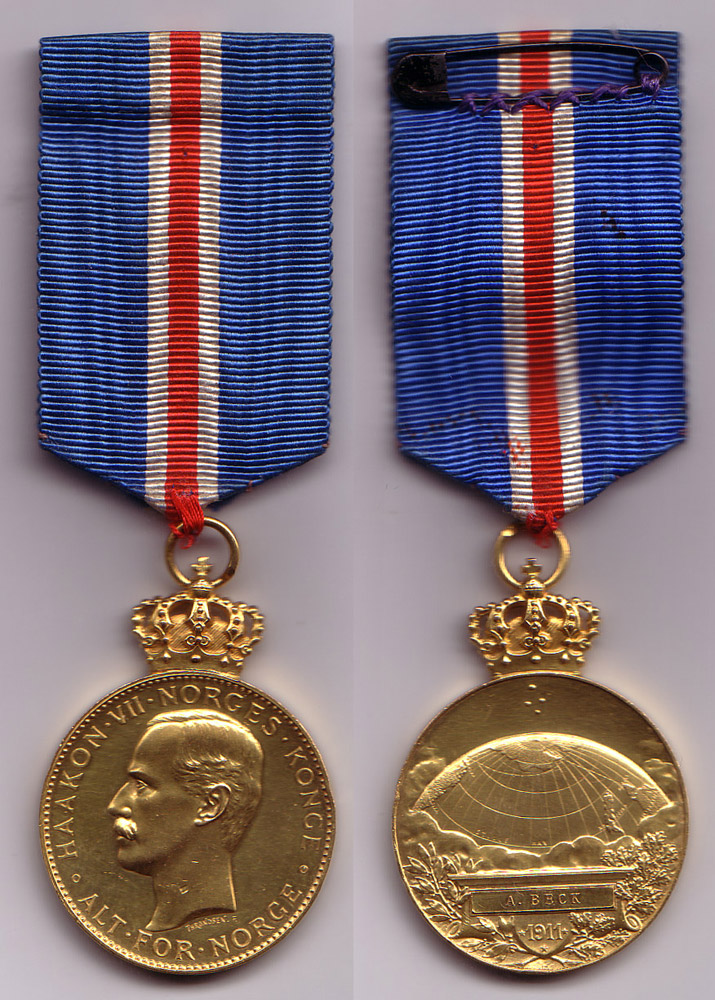
Medalha do Pólo Sul

Sverre Hassel nasceu em Christiania (hoje Oslo), Noruega. Assim que teve idade suficiente, ele foi para o mar, ganhando o certificado de seu companheiro. Entre 1898 e 1902, Hassel participou a bordo do Fram na tentativa de Otto Sverdrup de circunavegar a Groenlândia.
Junto com Helmer Hanssen, Hassel foi escolhido como um experiente condutor de cães para participar da expedição de Roald Amundsen ao Pólo Sul de 1910-1912. Em 14 de dezembro de 1911, Hassel junto com Amundsen, Helmer Hanssen, Olav Bjaaland e Oscar Wisting foram os primeiros a chegar ao Pólo Sul. Por sua participação na expedição, ele recebeu a Medalha do Pólo Sul (Sydpolsmedaljen), o prêmio Real norueguês instituído pelo Rei Haakon VII em 1912 para recompensar os participantes da expedição de Roald Amundsen ao Pólo Sul.
Hassel foi policial do Corpo Militar Marítimo em 1904 antes de ser contratado como assistente das autoridades alfandegárias em Kristiansand. Em 1922, Hassel tornou-se inspetor alfandegário e gerente de escritório em Grimstad. Sverre Hassel morreu em 1928 durante uma visita à casa de Amundsen em Svartskog.

## Legado
- Monte Hassel: pico no cume mais ao nordeste do maciço na ponta da geleira Amundsen, nas montanhas Queen Maud, na Antártica.
- Hassel Sound: estreito entre a Ilha Amund Ringnes e a Ilha Ellef Ringnes no norte do Canadá.
- Cabo Sverre: ponto mais ao norte da Ilha Amund Ringnes, que ele circunavegou em 1900.[5]

## Ver  também
- Olav Bjaaland
- Helmer Hanssen
- Oscar Wisting
- Roald Amundsen